# 特羅伊茨凱 (北頓涅茨克區)
48°31′26″N 38°22′33″E / 48.52389°N 38.37583°E

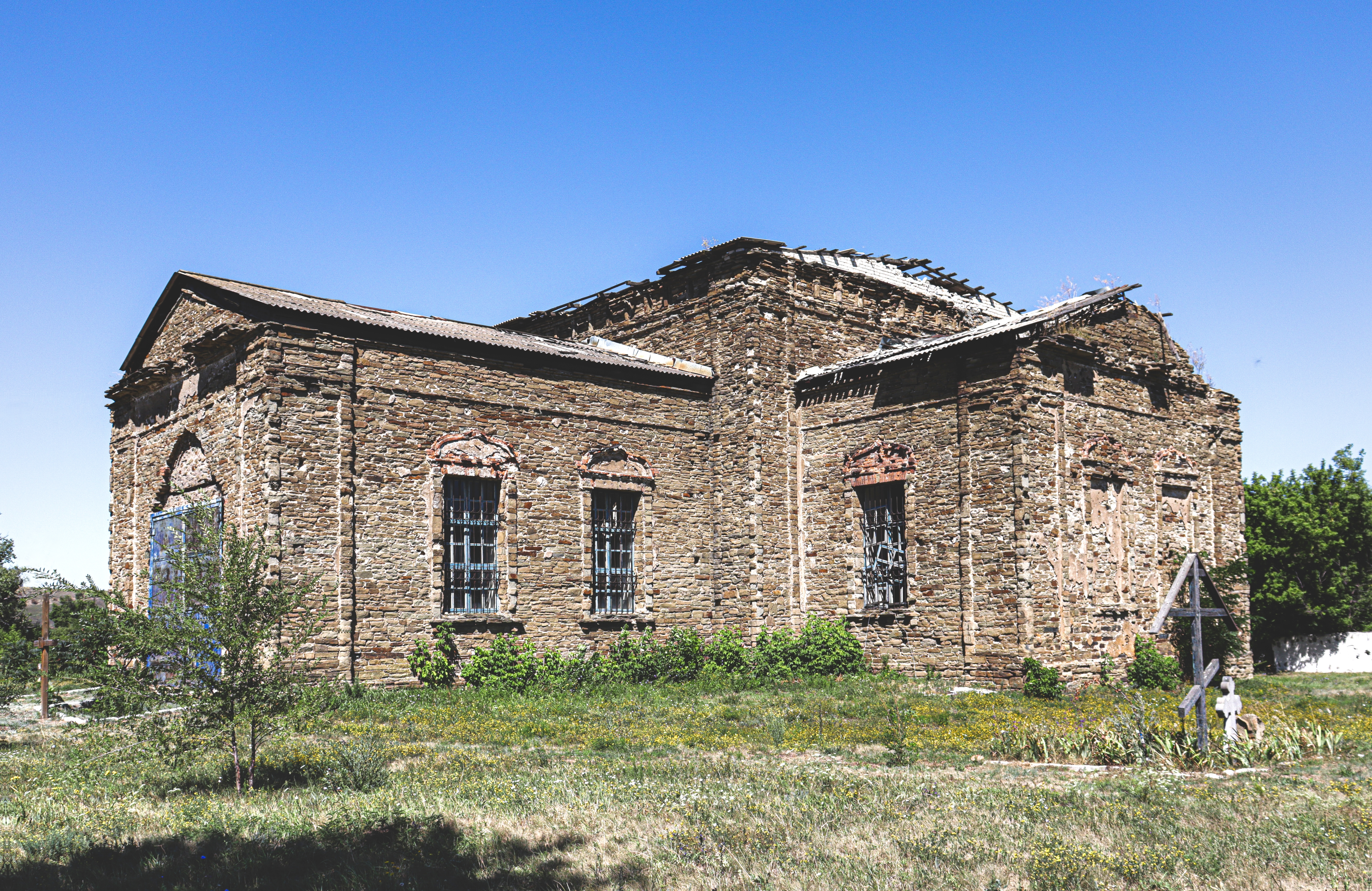
教堂

特羅伊茨凱（烏克蘭語：Троїцьке）是位於烏克蘭東部的村莊，由盧甘斯克州北頓涅茨克區的波帕斯納市鎮負責管轄。該村始建於1790年，面積18平方公里，海拔高度135米，2001年人口1,415，人口密度每平方公里78.7人。